# What Else Is There?
What Else Is There? è un singolo del gruppo musicale norvegese Röyksopp, pubblicato nel 2005 come terzo estratto dal secondo album in studio The Understanding.

## Descrizione
Il brano è interpretato dalla cantante svedese Karin Dreijer, voce del duo elettropop The Knife.
Il videoclip, diretto da Martin de Thurah, mostra una ragazza che vola attraverso alcuni panorami tempestosi dentro foreste e case vuote. La protagonista del video, che canta con la voce di Karin Dreijer, è la modella norvegese Marianne Schröder. La vera cantante ha un breve cameo vestita di abiti elisabettiani e seduta a una tavola imbandita.
Il brano è stato utilizzato nei film Cashback del 2006 e Ti presento Bill del 2007.